# Copa Pan-Americana de Voleibol Masculino de 2015
A Copa Pan-Americana de Voleibol Masculino de 2015 foi a 10ª edição do torneio organizado pela Confederação da América do Norte, Central e Caribe de Voleibol (NORCECA) em parceria com a Confederação Sul-Americana de Voleibol (CSV), realizado no período de 12 a 17 de agosto, com as partidas realizadas na Reno Events Center, na cidade de Reno, nos Estados Unidos.
A seleção brasileira venceu seu terceiro título da competição ao vencer na final a seleção argentina. O oposto brasileiro Alan Souza foi eleito o melhor jogador do torneio.

## Seleções participantes
| Grupo          | Equipe               | Última aparição |
| A              |                      |                 |
| -------------- | -------------------- | --------------- |
| A              | Brasil               | 2013            |
| A              | Canadá               | 2014            |
| A              | Porto Rico           | 2014            |
| A              | República Dominicana | 2014            |
| B              |                      |                 |
| Argentina      | 2014                 |                 |
| Estados Unidos | 2014                 |                 |
| México         | 2014                 |                 |
| Venezuela      | 2014                 |                 |

## Formato da disputa
O torneio foi dividido em duas fases: fase classificatória e fase final.
Os primeiros classificados de cada grupo garantiu vaga diretamente para as semifinais, enquanto o segundo e terceiro classficado disputaram as quartas de final. Os últimos classificados de cada grupo e os dois eliminados nas quartas de final disputaram as posições do quinto ao oitavo lugar.
Cada grupo foi jogado com um sistema de todos contra todos e as equipes foram classificadas de acordo com os seguintes critérios:
1. Maior número de partidas ganhas.
2. Maior número de pontos obtidos, que são concedidos da seguinte forma:
  - Partida com resultado final 3–0: 5 pontos para o vencedor e 0 pontos para o perdedor.
  - Partida com resultado final 3–1: 4 pontos para o vencedor e 1 pontos para o perdedor.
  - Partida com resultado final 3–2: 3 pontos para o vencedor e 2 pontos para o perdedor.
3. Proporção entre pontos ganhos e pontos perdidos (razão de pontos).
4. Proporção entre os sets ganhos e os sets perdidos (razão de sets).
5. Se o empate persistir entre duas equipes, a prioridade é dada à equipe que venceu a última partida entre as equipes envolvidas.
6. Se o empate persistir entre três equipes ou mais, uma nova classificação será feita levando-se em conta apenas as partidas entre as equipes envolvidas.

## Fase classificatória
- Todas partidas no horário local (UTC-7).

### Grupo A
|     |                      |     | Jogos | Jogos | Jogos | Resultados | Resultados | Resultados | Resultados | Resultados | Resultados | Sets | Sets | Sets  | Pontos | Pontos | Pontos |
| Pos | Equipe               | Pts | T     | V     | D     | 3–0        | 3–1        | 3–2        | 2–3        | 1–3        | 0–3        | V    | P    | R     | V      | P      | R      |
| --- | -------------------- | --- | ----- | ----- | ----- | ---------- | ---------- | ---------- | ---------- | ---------- | ---------- | ---- | ---- | ----- | ------ | ------ | ------ |
| 1   | Brasil               | 15  | 3     | 3     | 0     | 3          | 0          | 0          | 0          | 0          | 0          | 9    | 0    | MAX   | 225    | 179    | 1.257  |
| 2   | Canadá               | 8   | 3     | 2     | 1     | 1          | 0          | 1          | 0          | 0          | 1          | 6    | 5    | 1.200 | 243    | 241    | 1.008  |
| 3   | República Dominicana | 7   | 3     | 1     | 2     | 1          | 0          | 0          | 1          | 0          | 1          | 5    | 6    | 0.833 | 243    | 247    | 0.984  |
| 4   | Porto Rico           | 0   | 3     | 0     | 3     | 0          | 0          | 0          | 0          | 0          | 3          | 0    | 9    | 0.000 | 181    | 225    | 0.804  |

Resultados
| Data   | Hora  |                      | Placar |                      | Set 1 | Set 2 | Set 3 | Set 4 | Set 5 | Total   | Relatório |
| ------ | ----- | -------------------- | ------ | -------------------- | ----- | ----- | ----- | ----- | ----- | ------- | --------- |
| 12 ago | 15:26 | Brasil               | 3–0    | República Dominicana | 25–19 | 25–21 | 25–22 |       |       | 75–62   | P2 P3     |
| 12 ago | 17:27 | Canadá               | 3–0    | Porto Rico           | 25–20 | 25–21 | 25–19 |       |       | 75–60   | P2 P3     |
| 13 ago | 13:00 | Canadá               | 3–2    | República Dominicana | 25–18 | 25–21 | 27–29 | 17–25 | 15–13 | 109–106 | P2 P3     |
| 13 ago | 17:50 | Porto Rico           | 0–3    | Brasil               | 22–25 | 22–25 | 14–25 |       |       | 58–75   | P2 P3     |
| 14 ago | 13:04 | República Dominicana | 3–0    | Porto Rico           | 25–22 | 25–22 | 25–19 |       |       | 75–63   | P2 P3     |
| 14 ago | 17:15 | Brasil               | 3–0    | Canadá               | 25–17 | 25–19 | 25–23 |       |       | 75–59   | P2 P3     |

### Grupo B
|     |                |     | Jogos | Jogos | Jogos | Resultados | Resultados | Resultados | Resultados | Resultados | Resultados | Sets | Sets | Sets  | Pontos | Pontos | Pontos |
| Pos | Equipe         | Pts | T     | V     | D     | 3–0        | 3–1        | 3–2        | 2–3        | 1–3        | 0–3        | V    | P    | R     | V      | P      | R      |
| --- | -------------- | --- | ----- | ----- | ----- | ---------- | ---------- | ---------- | ---------- | ---------- | ---------- | ---- | ---- | ----- | ------ | ------ | ------ |
| 1   | Argentina      | 13  | 3     | 3     | 0     | 1          | 2          | 0          | 0          | 0          | 0          | 9    | 2    | 4.500 | 269    | 237    | 1.135  |
| 2   | Venezuela      | 8   | 3     | 2     | 1     | 0          | 2          | 0          | 0          | 0          | 1          | 6    | 5    | 1.200 | 255    | 239    | 1.067  |
| 3   | Estados Unidos | 7   | 3     | 1     | 2     | 1          | 0          | 0          | 0          | 2          | 0          | 5    | 6    | 0.833 | 261    | 269    | 0.970  |
| 4   | México         | 2   | 3     | 0     | 3     | 0          | 0          | 0          | 0          | 2          | 1          | 2    | 9    | 0.222 | 232    | 272    | 0.853  |

Resultados
| Data   | Hora  |                | Placar |           | Set 1 | Set 2 | Set 3 | Set 4 | Set 5 | Total | Relatório |
| ------ | ----- | -------------- | ------ | --------- | ----- | ----- | ----- | ----- | ----- | ----- | --------- |
| 12 ago | 13:06 | Argentina      | 3–1    | México    | 25–22 | 25–18 | 20–25 | 25–15 |       | 95–80 | P2 P3     |
| 12 ago | 19:29 | Estados Unidos | 1–3    | Venezuela | 25–20 | 21–25 | 23–25 | 18–25 |       | 87–95 | P2 P3     |
| 13 ago | 15:53 | Venezuela      | 0–3    | Argentina | 23–25 | 21–25 | 21–25 |       |       | 65–75 | P2 P3     |
| 13 ago | 19:45 | Estados Unidos | 3–0    | México    | 30–28 | 25–22 | 27–25 |       |       | 82–75 | P2 P3     |
| 14 ago | 15:04 | México         | 1–3    | Venezuela | 15–25 | 25–20 | 20–25 | 17–25 |       | 77–95 | P2 P3     |
| 14 ago | 19:10 | Estados Unidos | 1–3    | Argentina | 21–25 | 22–25 | 26–24 | 23–25 |       | 92–99 | P2 P3     |

## Fase final

### Chaveamento
|  | Quartas de final | Quartas de final     | Quartas de final |  |  | Semifinais | Semifinais | Semifinais |  |  | Final          | Final          | Final          |
|  |                  |                      |                  |  |  |            |            |            |  |  |                |                |                |
|  |                  |                      |                  |  |  | B1         | Argentina  | 3          |  |  |                |                |                |
|  | A2               | Canadá               | 3                |  |  | A2         | Canadá     | 1          |  |  |                |                |                |
|  | B3               | Estados Unidos       | 2                |  |  |            |            |            |  |  | B1             | Argentina      | 1              |
|  |                  |                      |                  |  |  |            |            |            |  |  | A1             | Brasil         | 3              |
|  |                  |                      |                  |  |  | A1         | Brasil     | 3          |  |  |                |                |                |
|  | B2               | Venezuela            | 3                |  |  | B2         | Venezuela  | 0          |  |  | Terceiro lugar | Terceiro lugar | Terceiro lugar |
|  | A3               | República Dominicana | 0                |  |  |            |            |            |  |  | A2             | Canadá         | 2              |
|  |                  |                      |                  |  |  |            |            |            |  |  | B2             | Venezuela      | 3              |

#### Quartas de final
| Data   | Hora  |           | Placar |                      | Set 1 | Set 2 | Set 3 | Set 4 | Set 5 | Total   | Relatório |
| ------ | ----- | --------- | ------ | -------------------- | ----- | ----- | ----- | ----- | ----- | ------- | --------- |
| 15 ago | 17:00 | Venezuela | 3–0    | República Dominicana | 25–23 | 25–17 | 25–20 |       |       | 75–60   | P2 P3     |
| 15 ago | 19:00 | Canadá    | 3–2    | Estados Unidos       | 27–29 | 25–18 | 25–21 | 20–25 | 19–17 | 116–110 | P2 P3     |

#### 5º – 8º lugar
| Data   | Hora  |            | Placar |                      | Set 1 | Set 2 | Set 3 | Set 4 | Set 5 | Total   | Relatório |
| ------ | ----- | ---------- | ------ | -------------------- | ----- | ----- | ----- | ----- | ----- | ------- | --------- |
| 16 ago | 13:00 | México     | 3–0    | República Dominicana | 25–16 | 25–19 | 25–23 |       |       | 75–58   | P2 P3     |
| 16 ago | 15:00 | Porto Rico | 2–3    | Estados Unidos       | 21–25 | 15–25 | 25–22 | 30–28 | 9–15  | 100–115 | P2 P3     |

#### Semifinais
| Data   | Hora  |           | Placar |           | Set 1 | Set 2 | Set 3 | Set 4 | Set 5 | Total | Relatório |
| ------ | ----- | --------- | ------ | --------- | ----- | ----- | ----- | ----- | ----- | ----- | --------- |
| 16 ago | 17:43 | Argentina | 3–1    | Canadá    | 25–19 | 25–22 | 23–25 | 25–21 |       | 98–87 | P2 P3     |
| 16 ago | 20:11 | Brasil    | 3–0    | Venezuela | 28–26 | 25–18 | 25–20 |       |       | 78–64 | P2 P3     |

#### Sétimo lugar
| Data   | Hora  |                      | Placar |            | Set 1 | Set 2 | Set 3 | Set 4 | Set 5 | Total   | Relatório |
| ------ | ----- | -------------------- | ------ | ---------- | ----- | ----- | ----- | ----- | ----- | ------- | --------- |
| 17 ago | 13:00 | República Dominicana | 2–3    | Porto Rico | 25–17 | 25–22 | 17–25 | 23–25 | 11–15 | 101–104 | P2 P3     |

#### Quinto lugar
| Data   | Hora  |        | Placar |                | Set 1 | Set 2 | Set 3 | Set 4 | Set 5 | Total | Relatório |
| ------ | ----- | ------ | ------ | -------------- | ----- | ----- | ----- | ----- | ----- | ----- | --------- |
| 17 ago | 15:40 | México | 3–0    | Estados Unidos | 25–23 | 25–20 | 25–23 |       |       | 75–66 | P2 P3     |

#### Terceiro lugar
| Data   | Hora  |        | Placar |           | Set 1 | Set 2 | Set 3 | Set 4 | Set 5 | Total   | Relatório |
| ------ | ----- | ------ | ------ | --------- | ----- | ----- | ----- | ----- | ----- | ------- | --------- |
| 17 ago | 17:29 | Canadá | 2–3    | Venezuela | 22–25 | 25–18 | 23–25 | 25–17 | 17–19 | 112–104 | P2 P3     |

#### Final
| Data   | Hora  |           | Placar |        | Set 1 | Set 2 | Set 3 | Set 4 | Set 5 | Total  | Relatório |
| ------ | ----- | --------- | ------ | ------ | ----- | ----- | ----- | ----- | ----- | ------ | --------- |
| 17 ago | 20:08 | Argentina | 1–3    | Brasil | 25–22 | 33–35 | 17–25 | 21–25 |       | 96–107 | P2 P3     |

## Classificação final
| Pos | Equipe               |
| --- | -------------------- |
| 1   | Brasil               |
| 2   | Argentina            |
| 3   | Venezuela            |
| 4   | Canadá               |
| 5   | México               |
| 6   | Estados Unidos       |
| 7   | Porto Rico           |
| 8   | República Dominicana |

## Premiações
| Copa Pan-Americana de 2015 |
| Brasil                     |
| -------------------------- |
| Brasil Campeão (3º título) |

### Individuais
Os atletas que se destacaram individualmente foramː
| - Most Valuable Player (MVP) Alan Souza - Melhor Levantador Demián González - Melhores Ponteiros Stephen Maar Willner Rivas | - Melhores Centrais Flávio Gualberto Mario Frías - Melhores Oposto Casey Schouten - Melhor Líbero Jesús Rangel |